# اس‌دبلیوام جی۰۵
اس‌دبلیوام جی۰۵ یک کراس‌اوور اندازه متوسط ۷ نفره است که توسط خودروساز چینی اس‌دبلیوام برلیانس شاینری ساخته شده‌است. راه اندازی بازار اس‌دبلیوام جی۰۵ در سپتامبر ۲۰۱۹ در چین بود.

## بررسی اجمالی

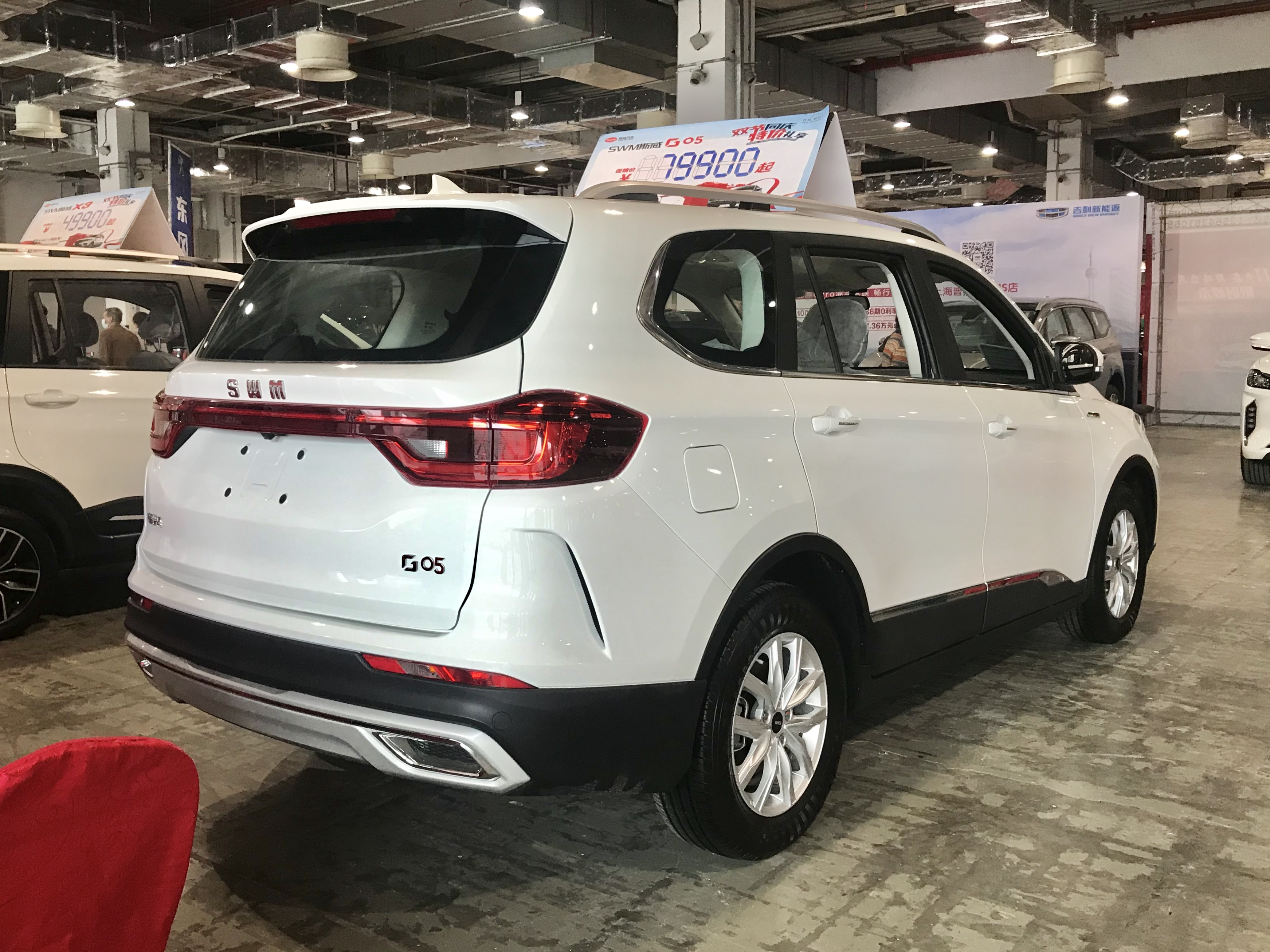
اس‌دبلیوام جی۰۵ (عقب)

اس‌دبلیوام موتور مدل کراس‌اوور اس‌دبلیوام جی۰۵ خود را در نمایشگاه خودروی چونگ‌کینگ ۲۰۱۹ در ۵ ژوئن ۲۰۱۹ معرفی کرد. اس‌دبلیوام جی۰۵ کراس‌اوور اندازه متوسط ۷ نفره است که بر روی پلتفرم جی اس‌دبلیوام موتور ساخته شده‌است که یک پلتفرم قدیمی بروز شده بود که اس‌دبلیوام ایکس۷ را ایجاد کرد. دو موتور برای اس‌دبلیوام ایکس۷ موجود است، از جمله یک موتور ۱٫۵ لیتری توربو با قدرت ۱۵۴ اسب بخار (۱۱۵ کیلووات) و ۲۲۰ نوتن‌متر گشتاور و یک موتور ۲٫۰ لیتری، با مدل‌های موتور ۱٫۵ لیتری توربو که به گیربکس ۶ سرعته دستی متصل می‌شوند. گیربکس ۶ سرعته اتوماتیک، درحالی که مدل‌های موتور ۲٫۰ لیتری فقط با گیربکس ۶ سرعته دستی در دسترس هستند. قیمت اس‌دبلیوام ایکس۷ از ۶۹٫۹۰۰ یوان تا ۱۰۳٫۰۰۰ یوان (۹٫۷۷۴ تا ۱۴٫۴۰۳ دلار آمریکا) متغیر است.
اس‌دبلیوام جی۰۵ به سیستم شبکه خودرو E-go ۳٫۰ از جمله سیستم فرمان صوتی هوشمند، رابط کاربری بروز شده، سیستم نمایش ابزار با صفحه نمایش ال‌سی‌دی است. در مورد مشخصات ایمنی، جی۰۵ دارای سیستم کمک رانندگی ADAS، کیسه هواهای جانبی، سقف پانوراما ۳۶۰ درجه و صفحه‌نمایش با وضوح‌بالا است.